# Палаццо Кьерикати
Палаццо Кьерикати (итал. Palazzo Chiericati) — здание (итал. palazzo — дворец) эпохи итальянского Возрождения, расположенное в Виченце, область Венето на севере Италии, на площади Маттеотти, рядом с Корсо Палладио (улицей Палладио) и знаменитым театром Олимпико, или «театром Палладио». Спроектированный в 1550 году выдающимся венецианским архитектором Андреа Палладио как резиденция знатной семьи Кьерикати (многие из них были покровителями архитектора) и построенный в 1551 году, он был завершён только в конце XVII века. С 1855 года в палаццо располагается Муниципальная художественная галерея Виченцы, в которой хранятся коллекции картин, гравюр, рисунков, нумизматики, средневековой и современной скульптуры.
В 1994 году Палаццо Кьерикати вместе с другими постройками Палладио включено в список Всемирного наследия ЮНЕСКО «Города Виченца и Палладиевых вилл Венето» (Città di Vicenza e Ville Palladiane del Veneto).

## История

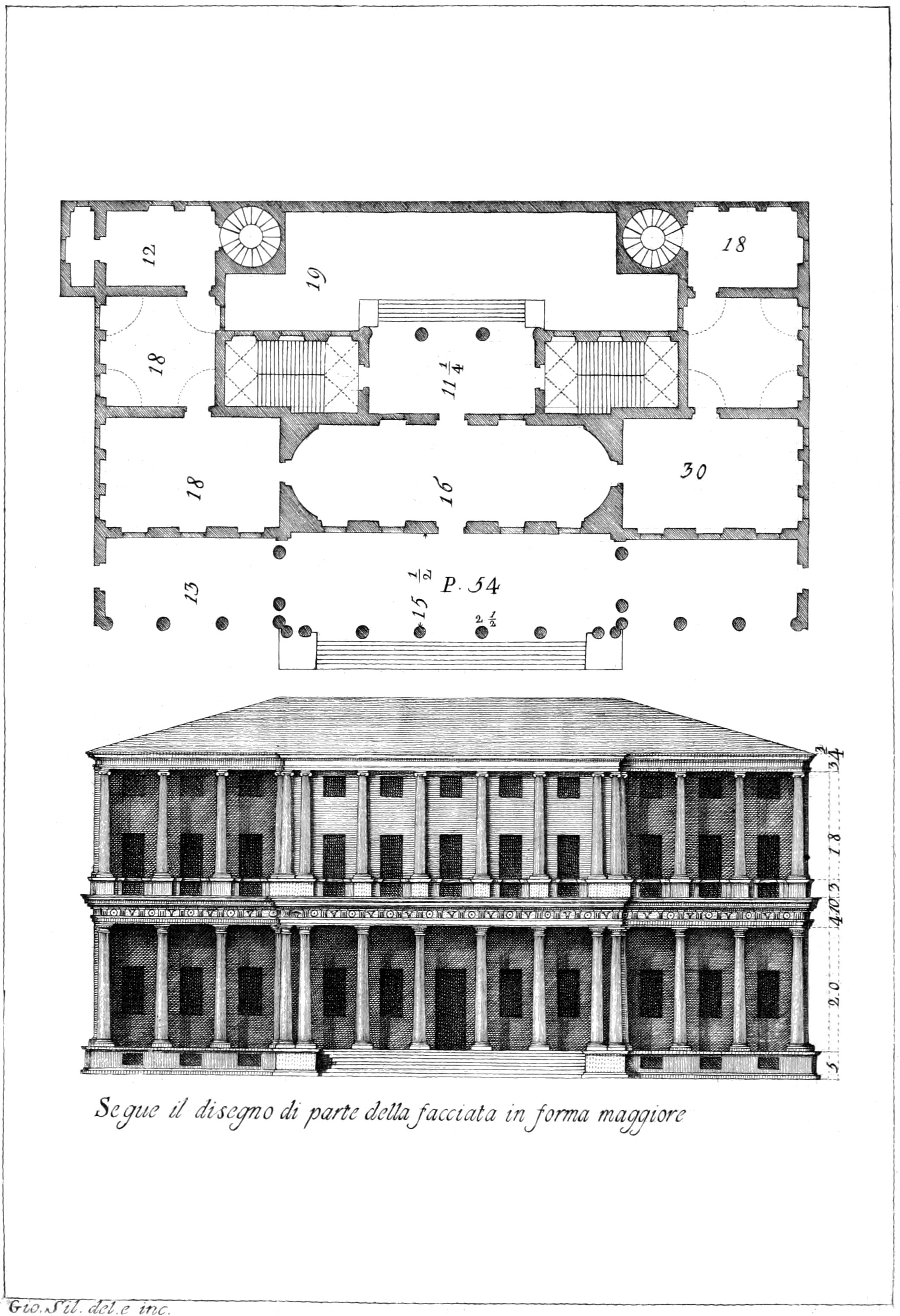
Палаццо Кьерикати. Страница из трактата А. Палладио «Четыре книги об архитектуре» (1570). Издание 1790 г. С. 114

Дворец Кьерикати предназначался для графа Джироламо Кьерикати (для его брата Джованни Палладио строил Виллу Кьерикати). Строительство началось в 1551 году, но было прервано смертью графа в 1557 году. Дальнейшая работа над дворцом была поручена сыну графа Валерио Кьерикати, но только в отношении внутреннего убранства. Здание простояло недостроенным почти столетие. Тем не менее Валерио Кьерикати переехал во дворец ещё в 1570 году и жил там до своей смерти в 1609 году. Однако Палаццо Кьерикати, вероятно, не было окончательно завершено примерно до 1680 года.
Муниципалитет Виченцы приобрёл здание у семьи Кьерикати в 1839 году с намерением собрать городские коллекции произведений искусства. Городской музей, созданный архитекторами Берти и Джованни Мильоранца, был открыт 18 августа 1855 года. Западная часть двора была построена в девятнадцатом веке. Мильоранца также снёс соседний дом, который закрывал проход от площади Пьяцца дель Изола до Корсо Палладио. Музей получил значительное наследство, в том числе коллекцию рисунков и чертежей самого Палладио.
После реставрации близлежащих монастырей Санта-Корона в 1991 году археологическая и «натуральная» коллекции были перемещены в новые здания. В Палаццо осталась художественная часть. С 1998 по 2000 год в Палаццо Кьерикати была проведена обширная реставрация.

## Архитектура
В отличие от других городских дворцов Палаццо Кьерикати создавалось как здание на открытом месте, обозреваемое со всех сторон. Этим отчасти можно объяснить его необычную композицию. Сторонники античности и критики архитектора находили «досадные ошибки» в его постройках, и особенно в Палаццо Кьерикати. Например, угловые колонны призваны фиксировать и «зрительно укреплять» углы здания, которые при ярком дневном свете, прежде всего в южных странах, в Греции и Италии, зрительно скрадываются. Поэтому мудрые древние греки делали угловые колонны толще остальных или сдвигали их плотнее к углам здания. Палладио сделал прямо противоположное: он выделил центр фасада заполнением интерколумниев (промежутков между колоннами), а углы оставил облегчёнными, «прозрачными». Необычной является и редко используемая двухъярусная ордерная колоннада, встречающаяся, в частности, лишь в палладианском проекте несохранившейся Виллы Мочениго.
Д. Е. Аркин в очерке «Палладио в Виченце» писал о творческом методе Палладио, для которого «стена здания не была его фасадом», как например в так называемой Базилике в Виченце, где стена исчезает в «прозрачных» аркадах двухъярусных лоджий. Палладио «прежде всего интересуется расчленением стены, оптикой стенной плоскости». И далее:

Палаццо Кьерикати, бесспорно, одно из самых значительных произведений великого мастера. Палладио здесь не только с большой полнотой осуществил свой стиль, он создал и нечто большее, нечто являющееся архитектурным эталоном, образцом. Здесь тоже торжествует фасад, но с какой мощью он наделён чисто объёмным, трёхмерным значением, «выведен» из плоскостной двухмерности и превращён в самостоятельный пространственный организм! Это достигнуто включением в фасад глубоких лоджий — сплошной лоджии-галереи в нижнем этаже и двух боковых угловых лоджий в верхнем. Это новый для архитектуры Возрождения тип фасада-галереи, новая и для самого Палладио трактовка фасада, уже не как ритмически разработанной стенной плоскости, а как особого объёма, имеющего свою глубину, свою трёхмерную пластику… Достаточно взглянуть на здание несколько с угла, со стороны бокового фасада… чтобы можно было буквально «войти» в фасад, обладающий, таким образом, как бы самостоятельной пространственной жизнью… Сила Палаццо Кьерикати в том, что благодаря глубине фасада сравнительно небольшое здание кажется рассчитанным на обширное, мощное пространство снаружи и вместе с тем оно как будто скрывает столь же мощный, обширный объём внутри… Фасад сделался более архитектурным, он избавился от своей односторонней графической декоративности

.
Пластические новации не помешали Палладио сохранить классические принципы композиции: строгая симметрия, кратное пропорционирование величин (3:2; 1:1; 3:5), ордерная суперпозиция: нижний ярус колонн дорического ордера (в тосканском варианте), верхний — ионического.
Карниз здания был украшен около 1700 года статуями и канделябрами, которые не были предусмотрены в проекте Палладио. И потолки лоджий, и интерьеры богато украшены. На первом этаже имеются фрески Доменико Брузасорци (Зал Небосвода и Геркулеса) и Джованни Баттиста Дзелотти (Зал Совета Богов). Лепнина и позолота были выполнены Бартоломео Ридольфи, а гротески — Элиодоро Форбичини. Фрески на верхнем этаже выполнены Доменико Брузасорци (Комната добродетелей) и Баттиста дель Моро (Колонная комната Траяна). Часть дворца XVI века украшена картинами Кристофоро Менарола (апофеоз семьи Кьерикати и Тонди с аллегорическими фигурами) и Бартоломео Читтаделла.

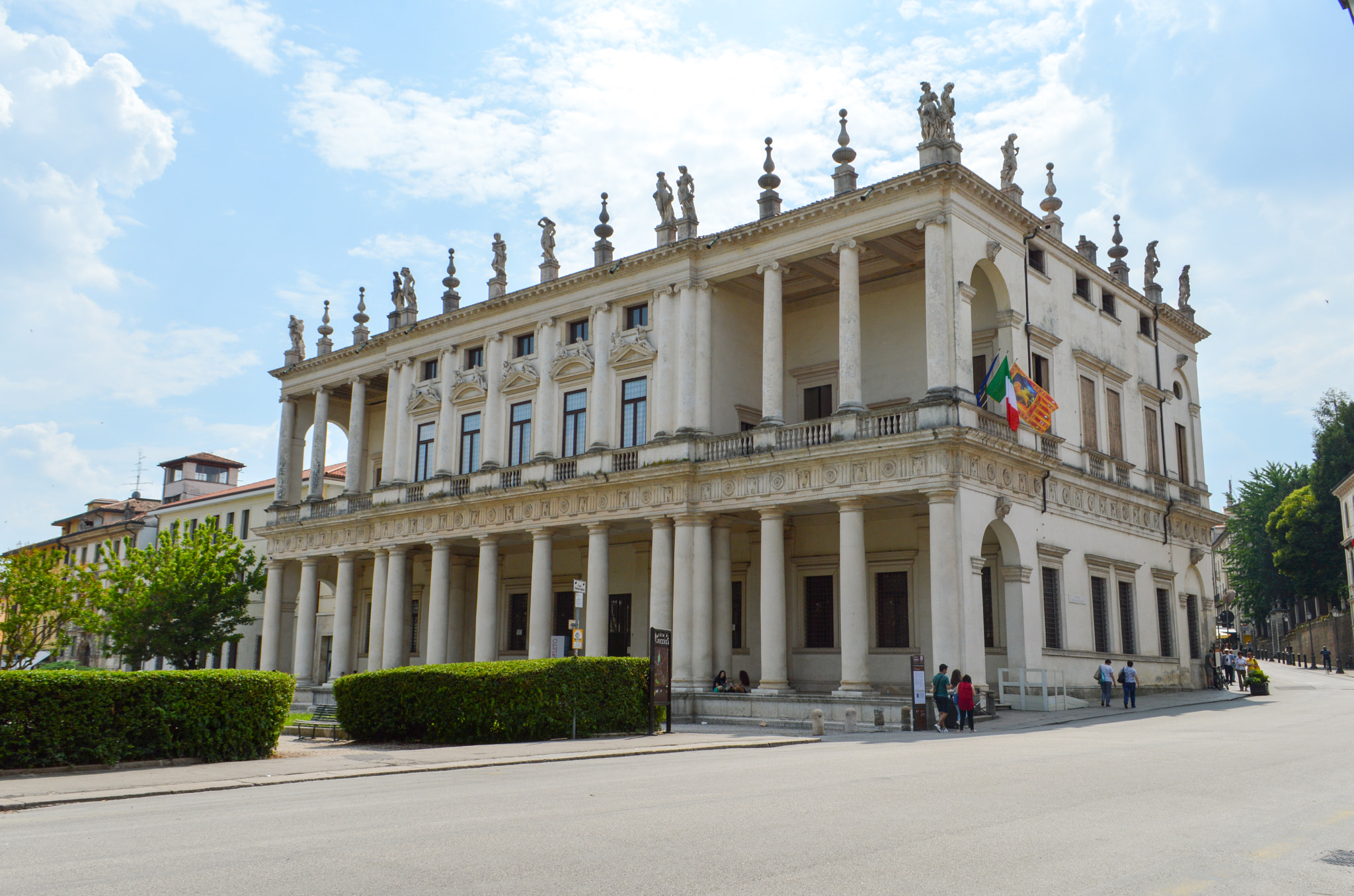
Палаццо Кьерикати. Вид с угла
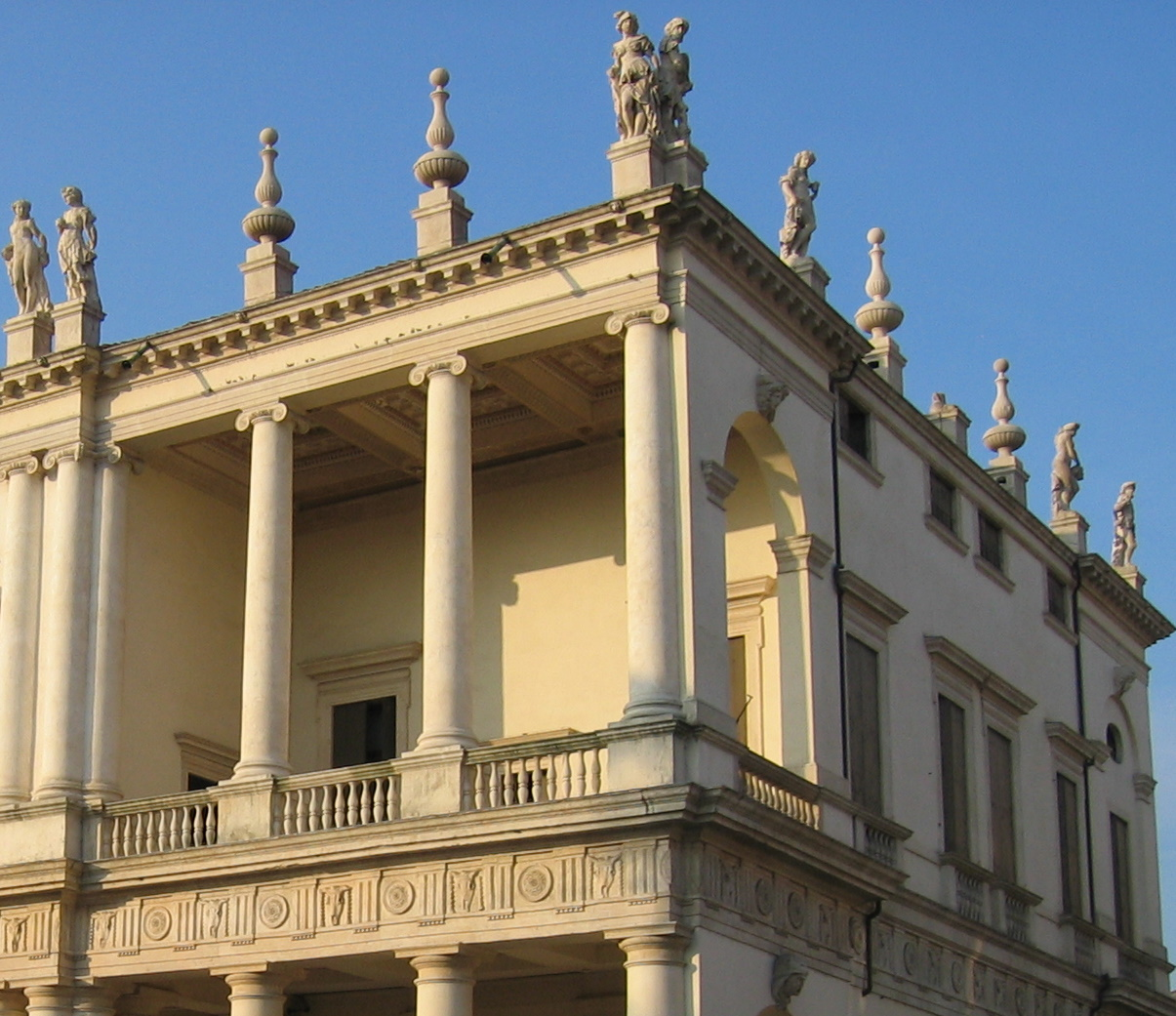
Деталь фасада
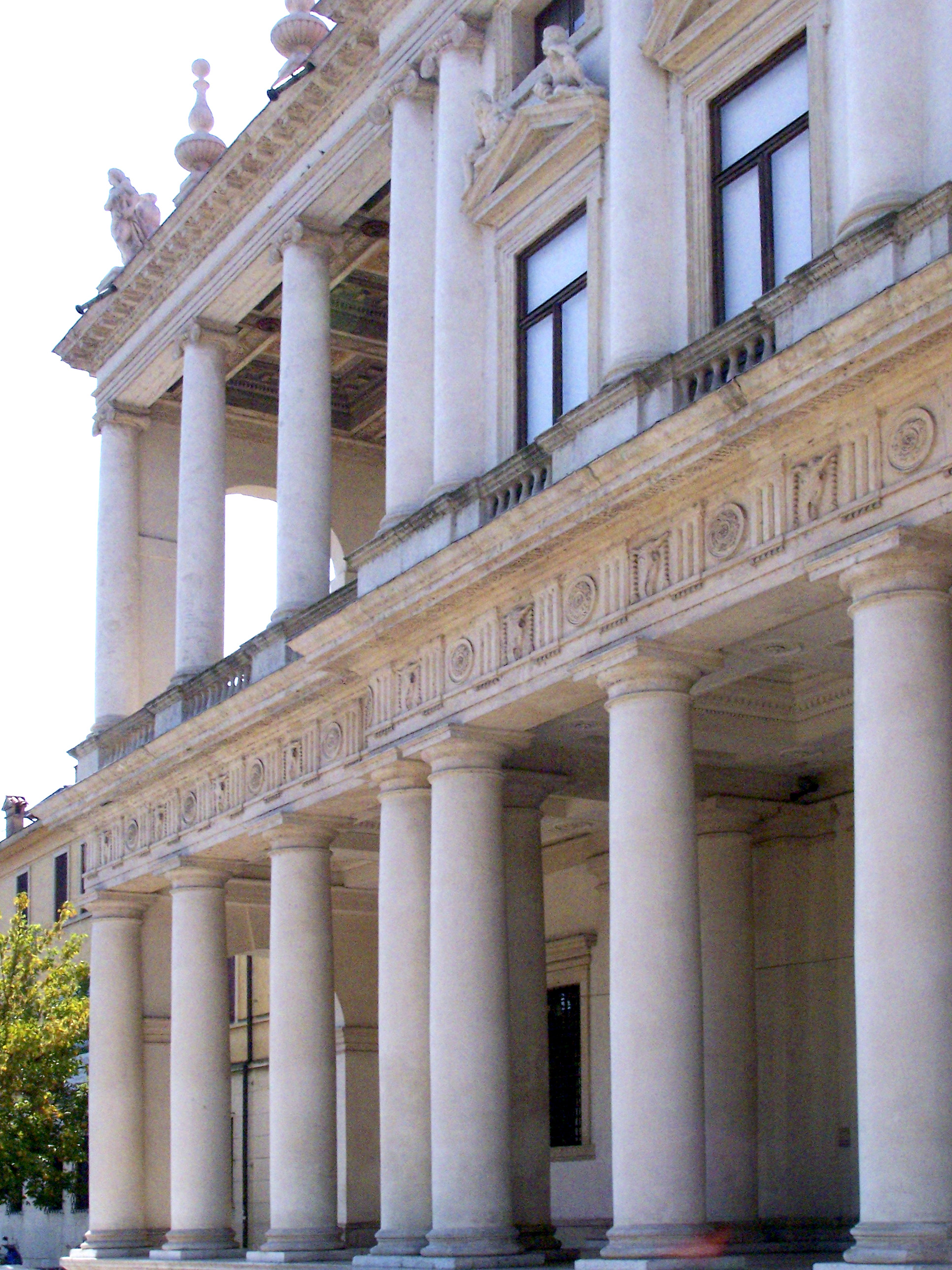
Колоннада
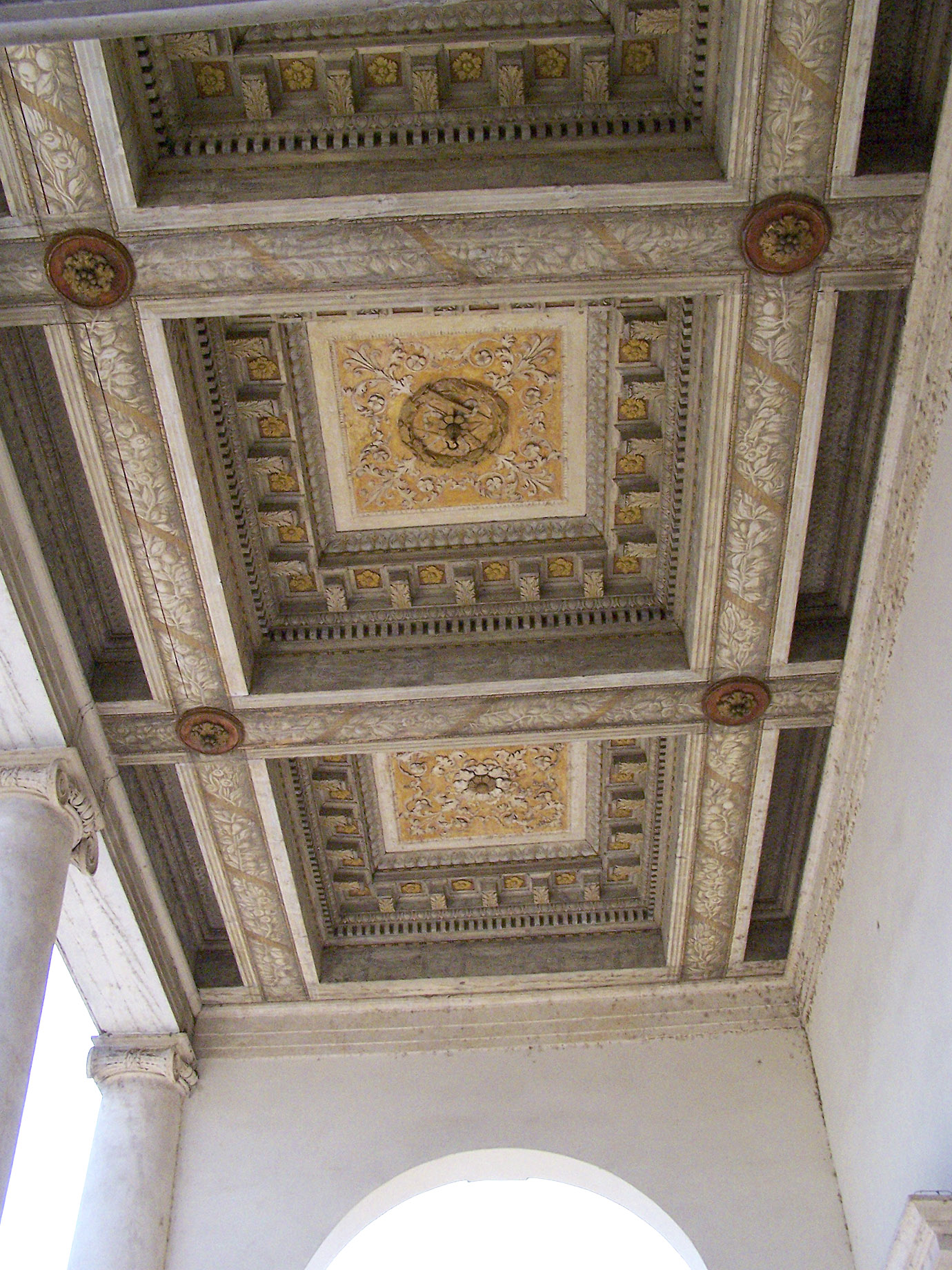
Плафон лоджии
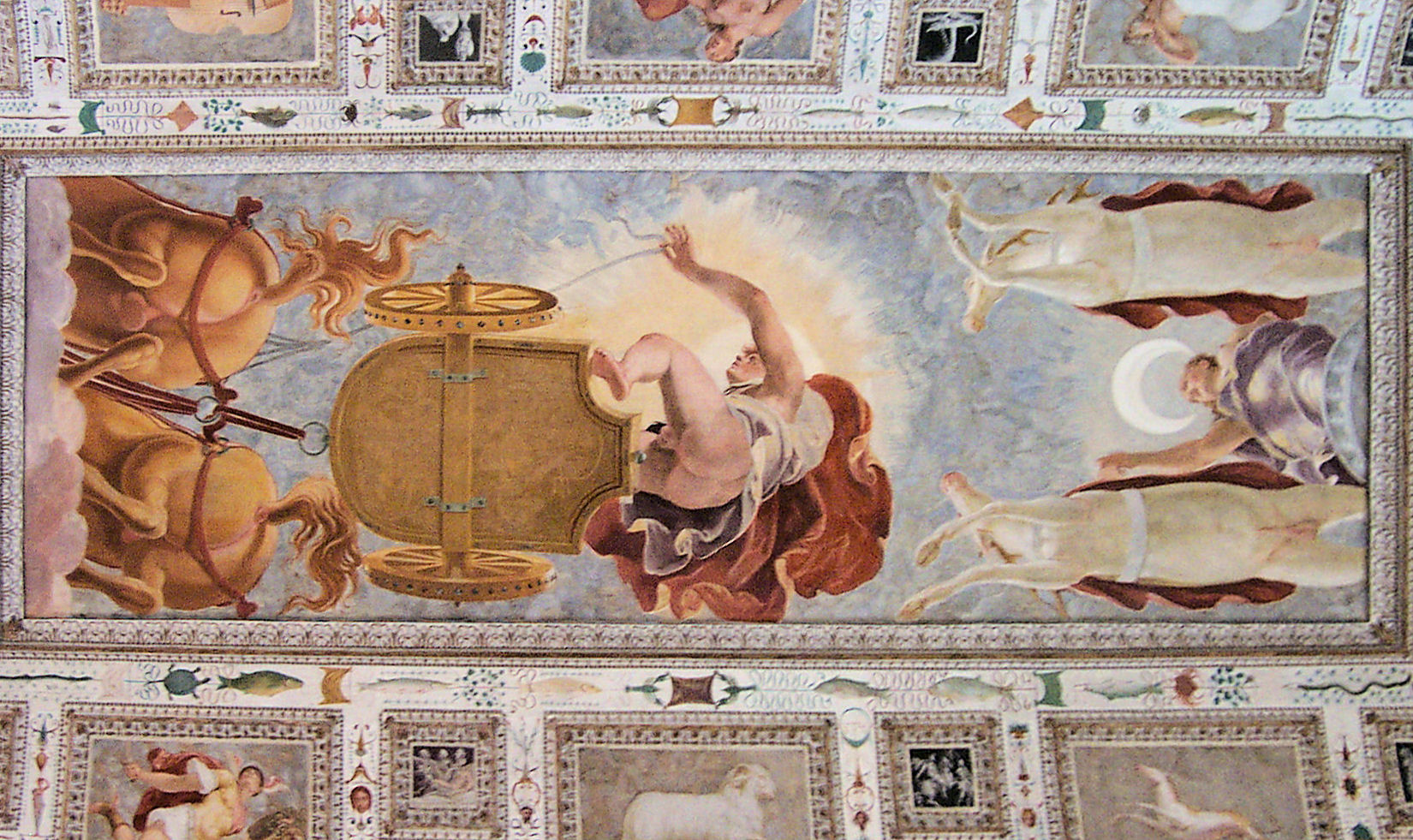
Колесница Гелиоса. Плафон вестибюля. Д. Брузасорци по оригиналу Дж. Романо. Фреска
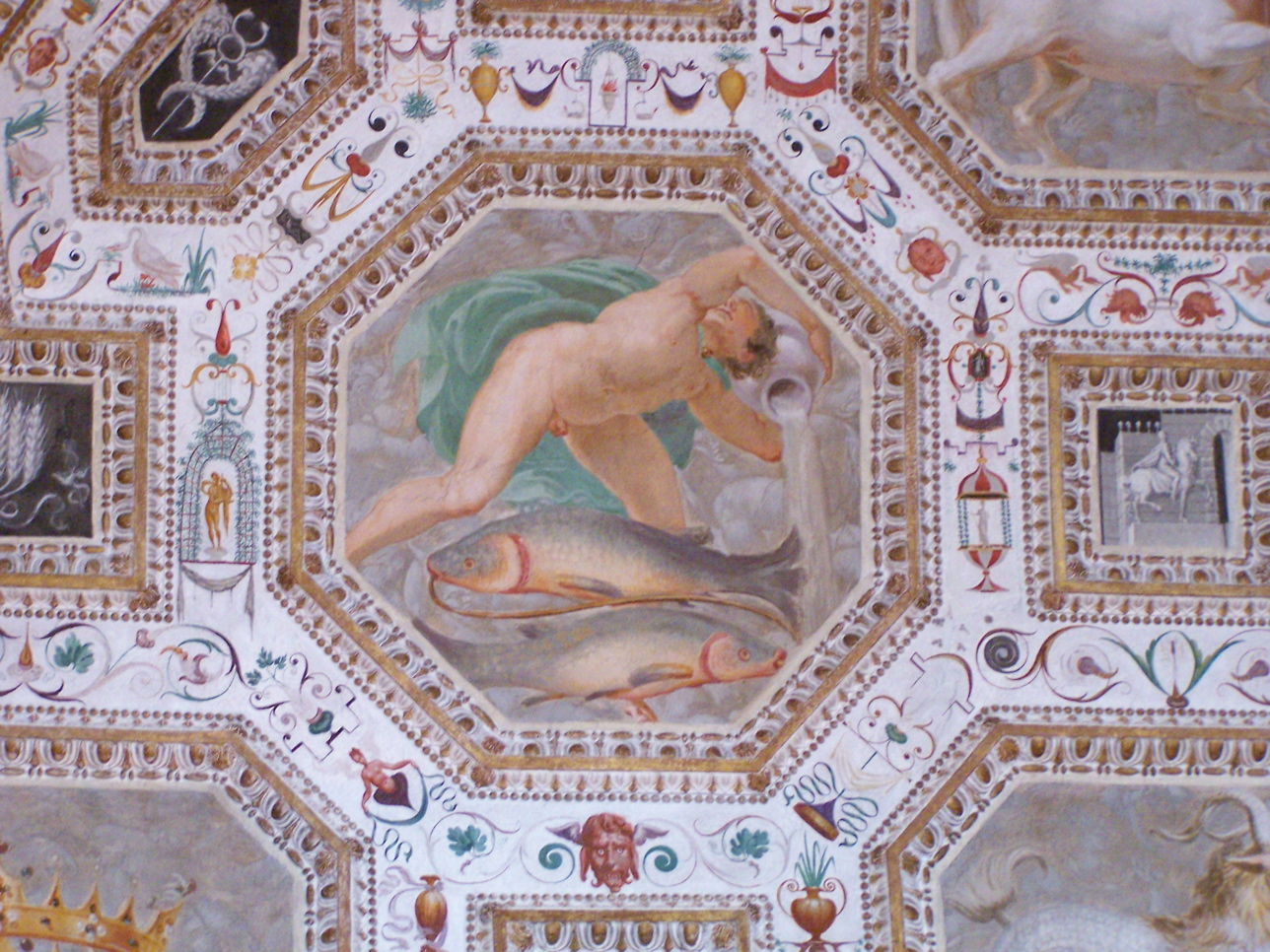
Водолей. Деталь росписи плафона
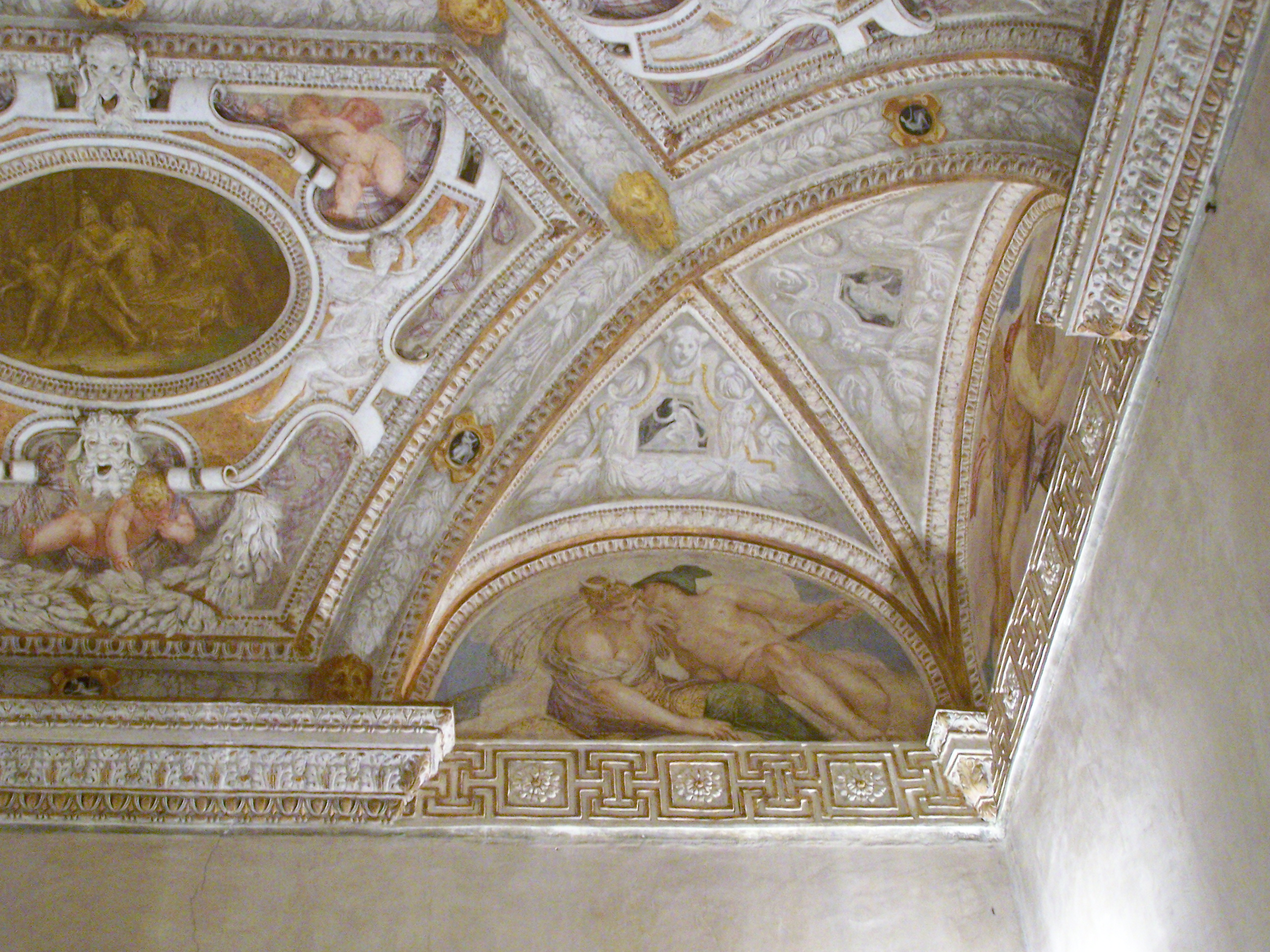
Деталь плафона

## Музей
В Городском музее Виченцы (Museo Civico), открытом в 1855 году и размещённом в здании Палаццо Кьерикати, находятся коллекции живописи и скульптуры, кабинет рисунков и гравюр и нумизматический кабинет. Основу экспозиции составляют частные пожертвования. В цокольном этаже выставлена коллекция старинных игрушек. Романская и средневековая эпоха представлена фрагментами статуй XIV века, саркофагов и алтарных полиптихов. Эпоха Возрождения отражена ценными портретами вичентинской знати, медалями и работами скульптора-классика Висентина Валерио Белли. Картинная галерея содержит шедевры Тинторетто, Паоло Веронезе, Антониса Ван Дейка, Ханса Мемлинга, Марко Пальмеццано, Себастьяно и Марко Риччи, Луки Джордано, Джованни-Баттиста Тьеполо, Джованни Баттиста Пьяццетты и других художников. Коллекция из тридцати трёх рисунков Палладио была подарена музею Гаэтано Пинали в 1839 году.
На верхнем этаже расположена подаренная музею коллекция Нери Поцца (1912—1988). Она состоит из мебели, книг, скульптур и гравюр самого художника и его коллекции произведений современного искусства, включая работы Карло Карра, Филиппо де Пизиса, Вирджилио Гуиди, Освальдо Личини, Оттоне Росаи, Джино Северини, Эмилио Ведова, Марио Мафаи, Артуро Мартини, Пабло Пикассо.
Наследие маркиза Джузеппе Руа с 2012 года состоит из коллекции, состоящей из сотни картин, скульптур и гравюр таких художников, как Эдуар Мане, Камиль Писсарро, Пабло Пикассо, Джон Сингер Сарджент, Медардо Россо, Джованни Больдини, Пизанелло, Гарофало, Каналетто, Джамбаттиста Тьеполо.

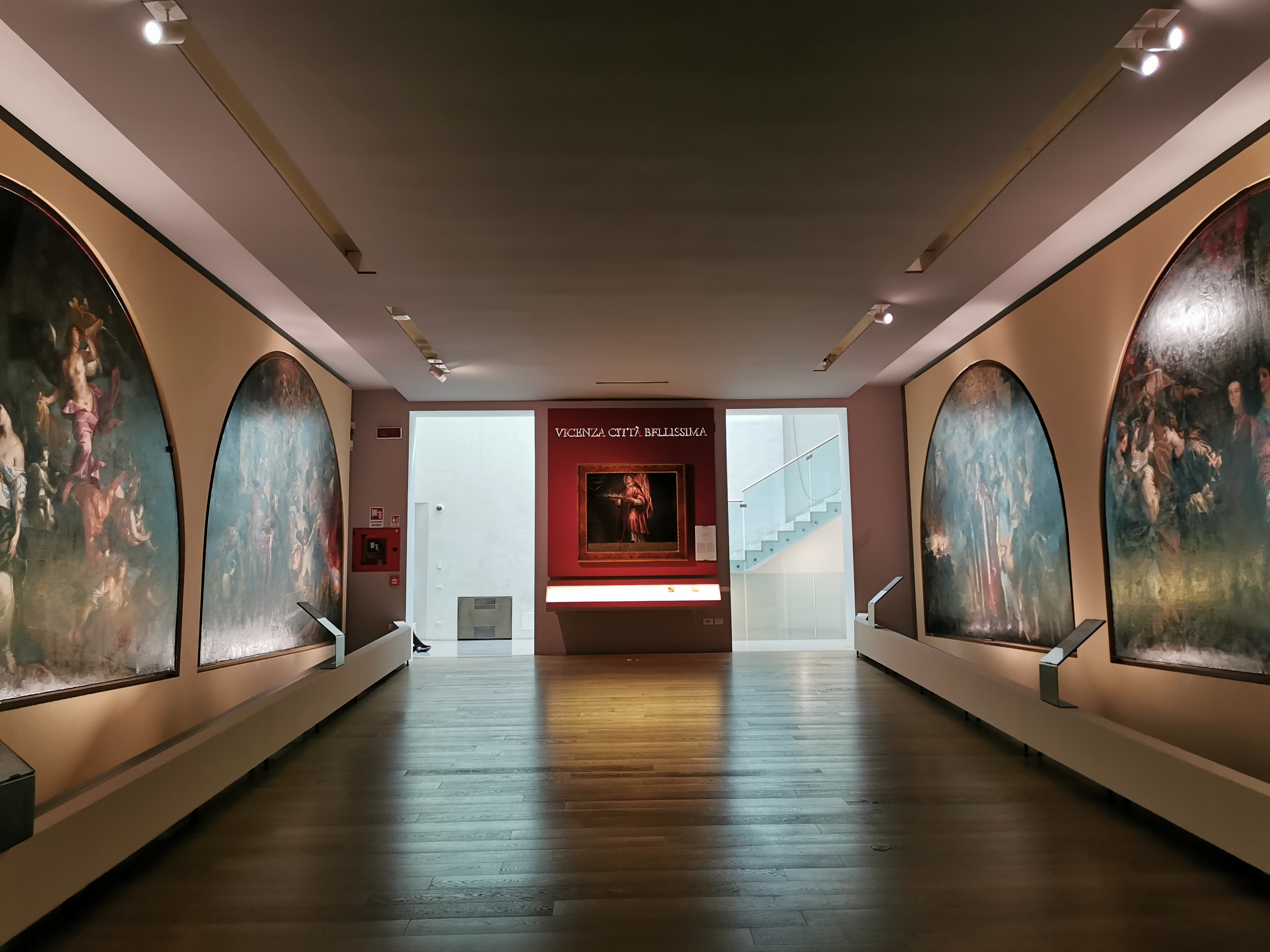
Часть экспозиции музея
Г. Мемлинг. Триптих Яна Граббе. Между 1467 и 1470 гг. Дерево, масло
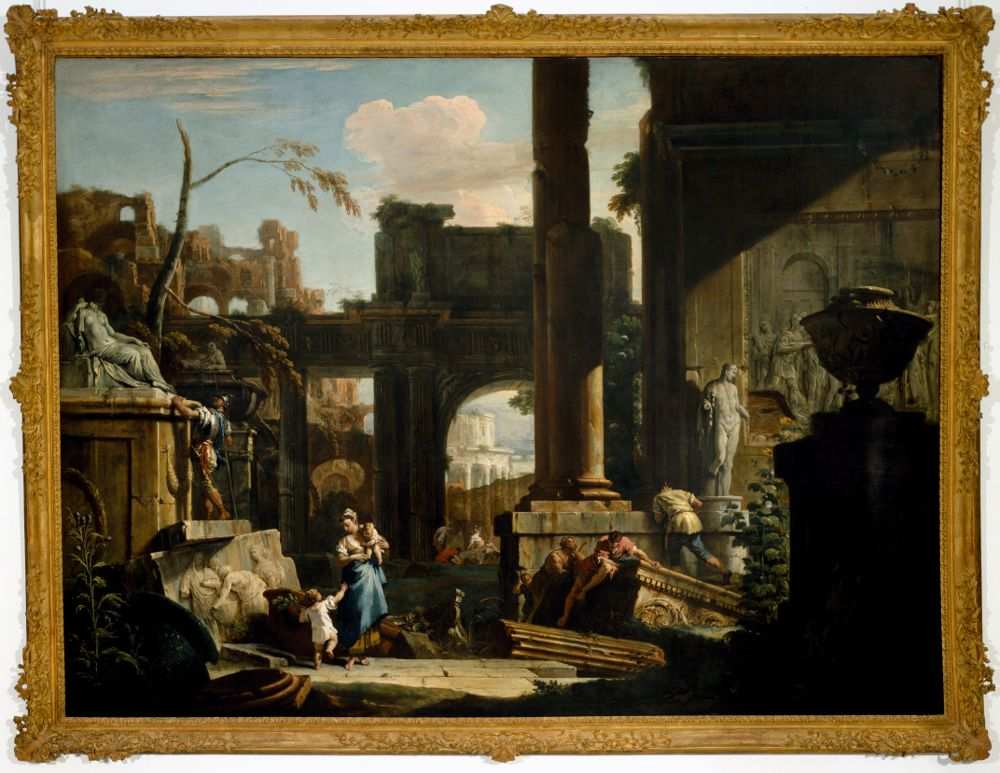
С. Риччи. Пейзаж с руинами и фигурами. Ок. 1725 г. Холст, масло
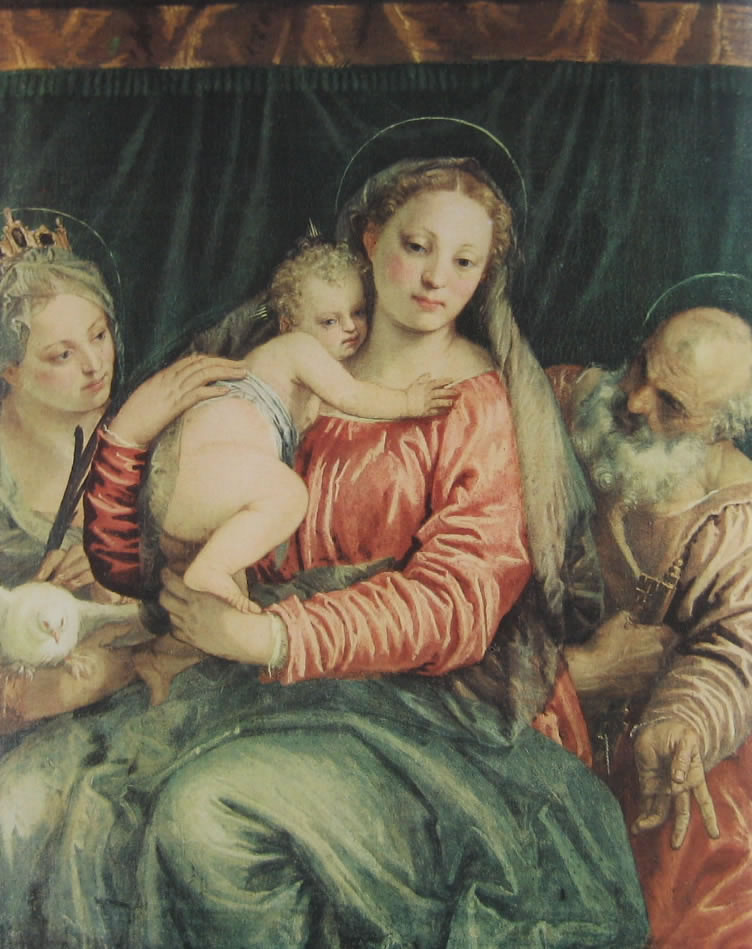
П. Веронезе. Мадонна с Младенцем, мучеником и Св. Петром. Ок. 1560. Холст, масло
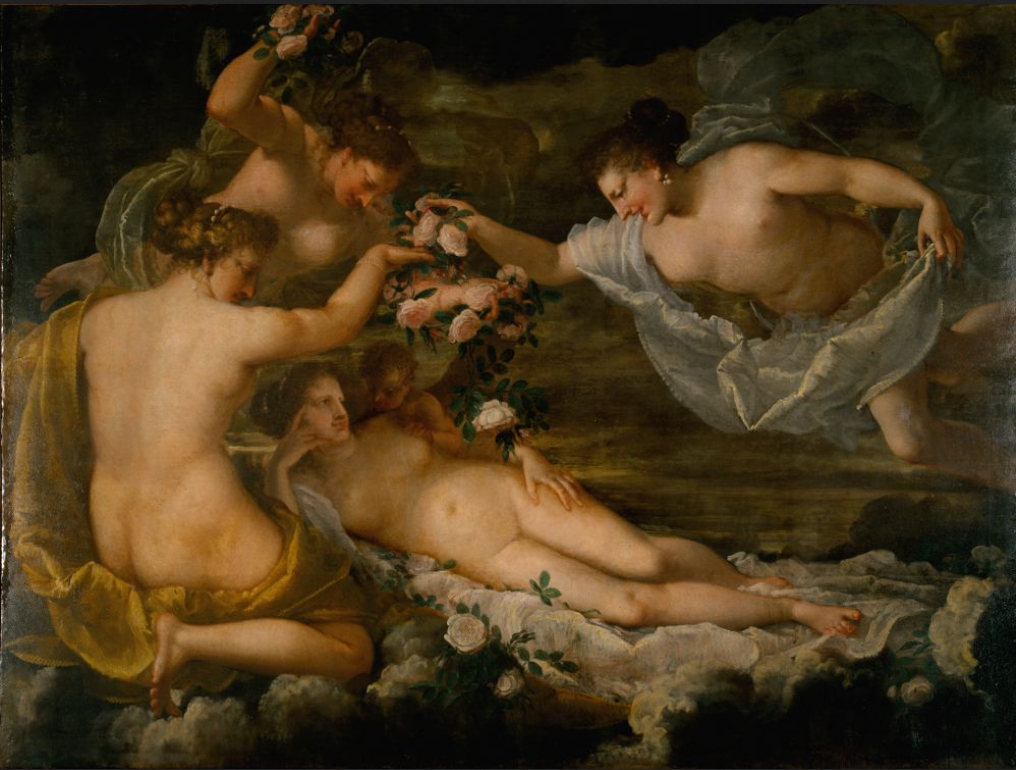
P. Либери. Венера, восхваляемая Грациями. 1640–1687. Холст, масло
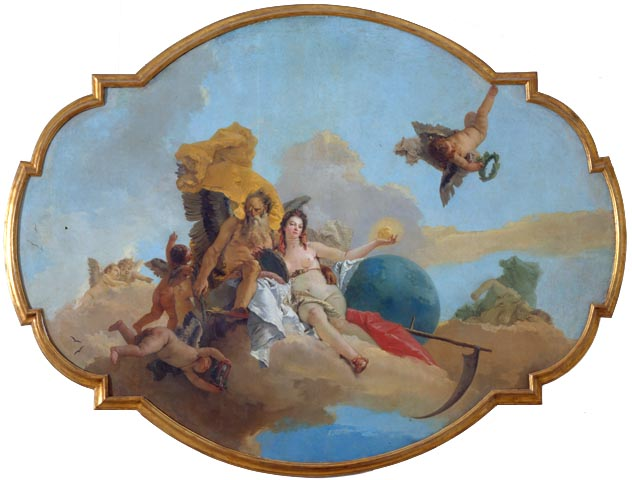
Дж. Б. Тьеполо. Истина, раскрытая временем
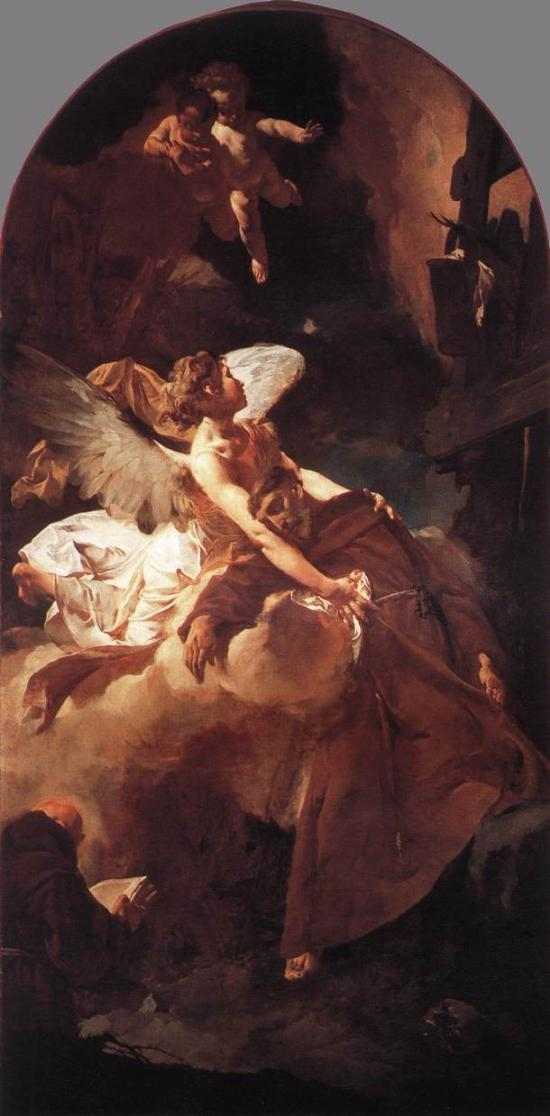
Дж. Б. Пьяццетта. Экстаз Святого Франциска. Ок. 1730. Холст, масло